# 13052 Las Casas
För andra betydelser, se Las Casas (olika betydelser).
13052 Las Casas eller 1990 SN8 är en asteroid i huvudbältet som upptäcktes den 22 september 1990 av den belgiske astronomen Eric W. Elst vid La Silla-observatoriet. Den är uppkallad efter prästen Bartolomé de Las Casas.
Asteroiden har en diameter på ungefär 7 kilometer.